# Сен-Жак-де-ла-Ланд
Сен-Жак-де-ла-Ланд (фр. Saint-Jacques-de-la-Lande) — коммуна на северо-западе Франции, находится в регионе Бретань, департамент Иль и Вилен, округ Ренн, кантон Ренн-5. Пригород Ренна, расположен к юго-западу от столицы региона и отделен от него кольцевой автомагистралью N136. На территории коммуны находится аэропорт «Сен-Жак» города Ренн. В 3 км к югу от центра коммуны находится железнодорожная станция Сен-Жак-де-ла-Ланд линии Ренн-Редон.
Население (2018) — 13 533 человека. 

## Достопримечательности
- Церковь Нотр-Дам XIX века

## Экономика
Структура занятости населения:
- сельское хозяйство — 0,3 %
- промышленность — 6,4 %
- строительство — 6,4 %
- торговля, транспорт и сфера услуг — 60,6 %
- государственные и муниципальные службы — 26,3 %

Уровень безработицы (2018) — 14,2 % (Франция в целом —  13,4 %, департамент Иль и Вилен — 10,4 %). 

Среднегодовой доход на 1 человека, евро (2018) — 20 470 (Франция в целом — 21 730, департамент Иль и Вилен — 22 230).

## Демография
Динамика численности населения, чел.

## Администрация
Пост мэра Сен-Жак-де-ла-Ланда с 2020 года занимает Мари Дюкамен (Marie Ducamin). На муниципальных выборах 2020 года возглавляемый ею левый список победил в 1-м туре, получив 60,19 % голосов.
| Период | Период | Фамилия        | Партия                  | Примечания                                                                      |
| ------ | ------ | -------------- | ----------------------- | ------------------------------------------------------------------------------- |
| 1971   | 1989   | Жорж Кано      | Социалистическая партия | столяр, строительный техник, управляющий, член Генерального совета департамента |
| 1989   | 2007   | Даниэль Делаво | Социалистическая партия | журналист, член Генерального совета департамента, мэр Ренна                     |
| 2007   | 2020   | Эмманюэль Куэ  | Социалистическая партия | член Регионального совета Бретани                                               |
| 2020   |        | Мари Дюкамен   | Социалистическая партия | профессор истории                                                               |

## Галерея

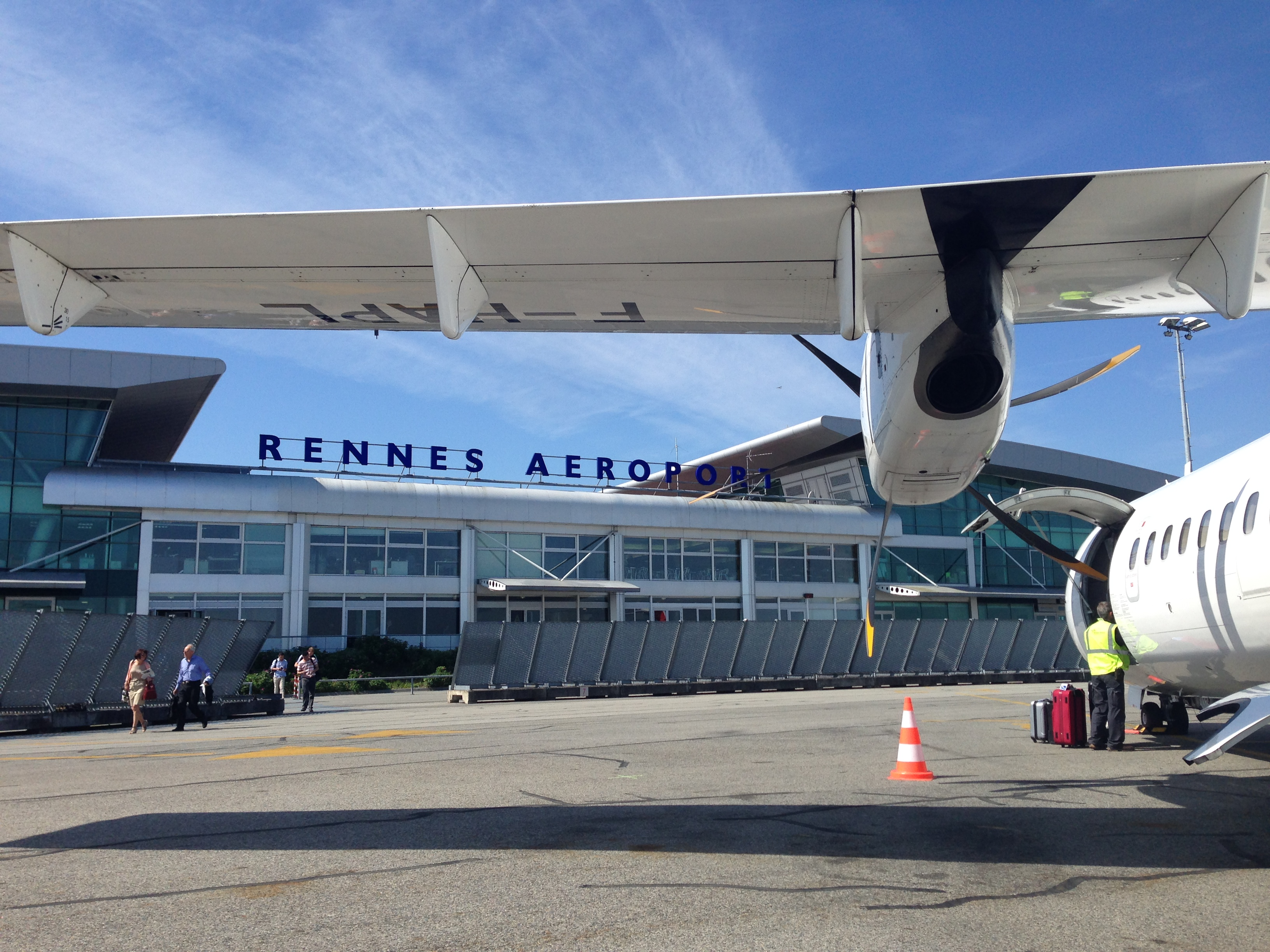
Аэропорт Ренна «Сен-Жак»
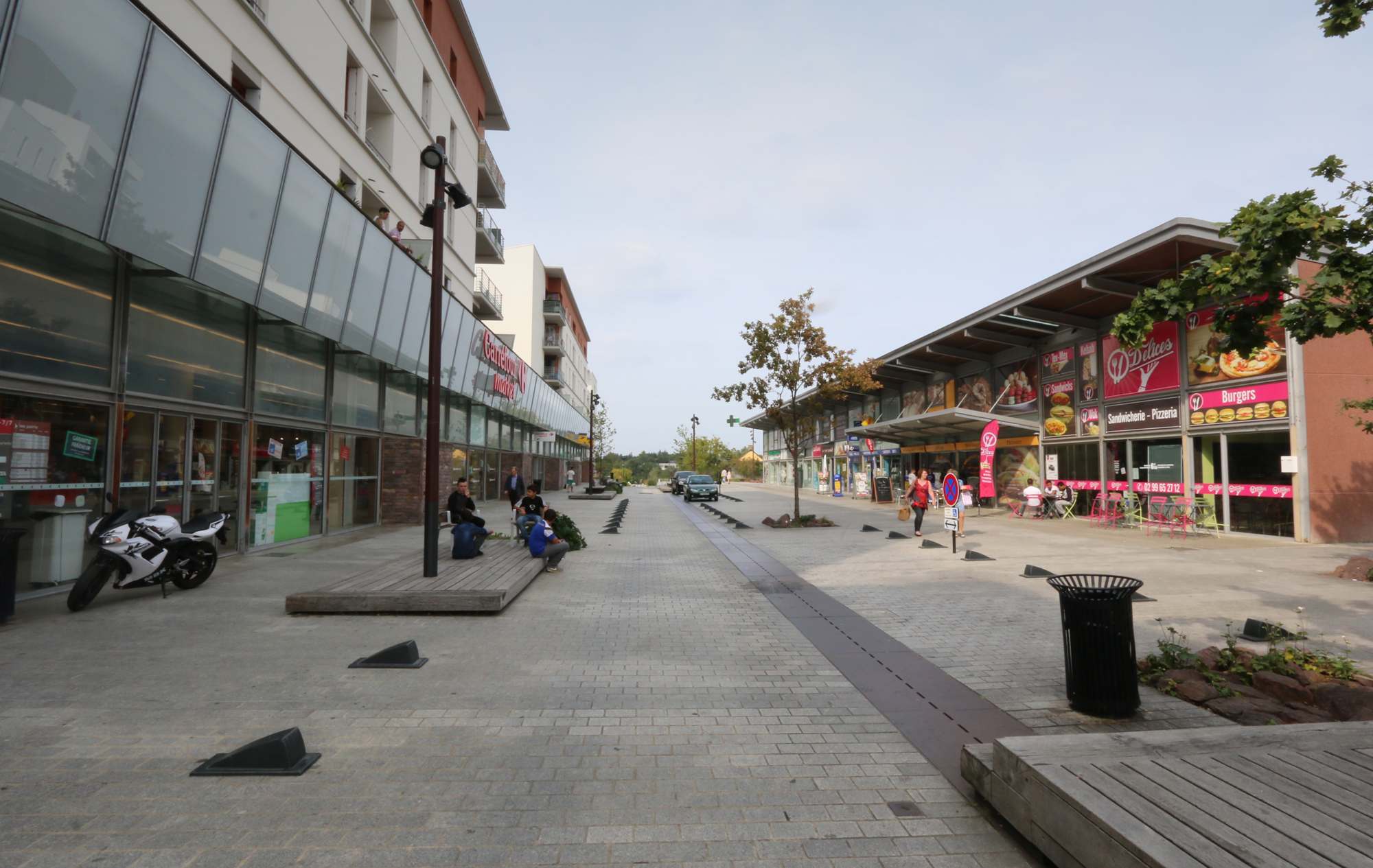
Центр города